# De Geradon (familie)

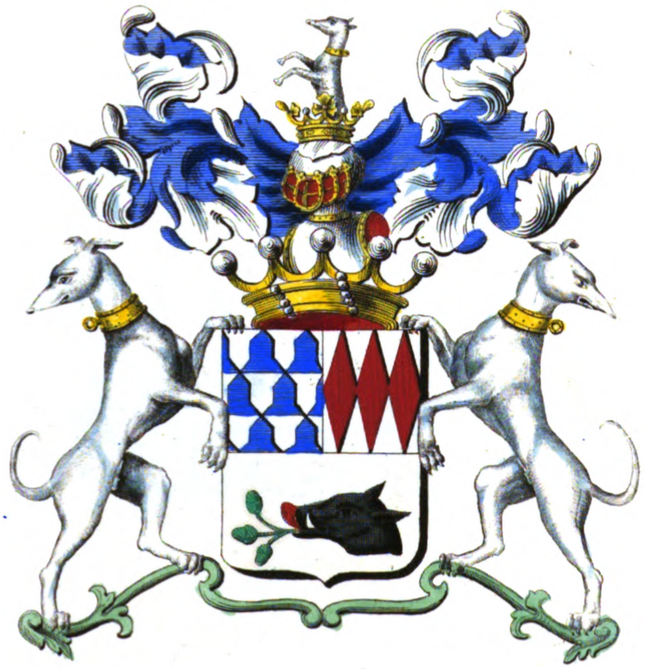
Wapen van de familie de Geradon

De Geradon is een Zuid-Nederlandse adellijke familie uit het Luikse.

## Jean-François de Géradon
Jean-François de Geradon (of de Géradon) (Luik, 28 september 1758 - 15 januari 1832) is de stamvader van alle adellijke de Geradons. Hij was een zoon van Charles-Etienne de Geradon en van Anne-Catherine Favereau. In 1825 werd hij, onder het Verenigd Koninkrijk der Nederlanden, opgenomen in de erfelijke adel en werd hij benoemd tot lid van de Ridderschap van de provincie Luik.
Hij promoveerde tot licentiaat in de beide rechten, werd advocaat, stafhouder en hoogleraar aan de École de Droit in Luik. Hij werd ook apostolisch protonotarius en assistent bij de pauselijke troon. Onder het Verenigd Koninkrijk der Nederlanden was hij lid van de Tweede Kamer.
Hij trouwde in 1794 met Anne-Marie de Gilles (1768-1838) en ze kregen dertien kinderen. Van de acht zoons waren er vier die trouwden: Jean-Baptiste, Jean-François, Théodore en Dieudonné (zie hierna).

## Jean-Baptiste de Geradon
- Jean-Baptiste de Geradon (Luik, 13 augustus 1803 - 15 april 1872) was doctor in de rechten, advocaat en burgemeester van Cerexhe-Heuseux. Hij trouwde in 1831 met Clémence de Coune (1805-1876).
  - Victor-Nicolas de Geradon (1837-1898) trouwde in 1863 met Marie-Agnès de Bavay (1843-1875), dochter van procureur-generaal Charles-Victor de Bavay.
    - Gustave de Geradon (1867-1940), doctor in de rechten, trouwde met Germaine Delebecque (1867-1927), dochter van volksvertegenwoordiger Charles Delebecque. Met afstammelingen tot heden.
    - Jules de Geradon (1869-1933), doctor in de rechten, volksvertegenwoordiger. Met afstammelingen tot heden.

  - Charles de Geradon (1838-1906), consul van Monaco, trouwde met Pauline de Terwangne (1848-1906). Met afstammelingen tot heden.

## Jean-François de Geradon
Jean-François de Geradon (1806-1873), doctor in de rechten, directeur van Registratie en Domeinen voor de provincie Luik, trouwde met Félicité De Cecil (1822-1907). Deze familietak is uitgedoofd.

## Théodore de Geradon
Théodore de Geradon (1809-1890), doctor in de rechten, ontvanger van de registratie, trouwde met Adèle Onnasch de Warnotte (1817-1844), hertrouwde met Joséphine Arnould (1809-1856) en vervolgens met Suzanne d'Omalius (1817-1879). Deze familietak is in 1912 uitgedoofd.

## Dieudonné de Geradon
Dieudonné Joseph de Geradon (1813-1845), burgemeester van Antheit, overleed aan boord van een Amerikaans schip. Hij was getrouwd met Isabelle Ramond (1808-1890). Deze familietak is in 1922 uitgedoofd.